# Осман, Мэтью
Мэ́тью Дэ́вид «Мэт» О́сман (англ. Mathew David "Mat" Osman, родился 9 октября 1967 в Уэлин-Гарден-Сити) — британский рок-музыкант, бас-гитарист рок-группы Suede; выпускник Лондонской школы экономики 1989 года (бакалавр).

## Биография
Осман родился в графстве Хартфордшир, в городе Уэлин-Гарден-Сити, но проживал преимущественно в Хэйвордс-Хит в Западном Суссексе. Там он встретил Бретта Андерсона, будущего лидера группы Suede, и вместе с ним играл в гаражной группе The Pigs and Suave And Elegant. Является автором ряда песен группы, в том числе «Lost in TV», «Europe Is Our Playground», «Attitude» и «Golden Gun». После распада группы в 2003 году Осман стал писать музыку для телешоу «8 Out of 10 Cats», «The Marriage Ref» и «You Have Been Watching». В группу вернулся в 2010 году после её воссоединения.
Осман является лондонским редактором электронного журнала «le cool», а также редактором лондонского путеводителя, изданного летом 2008 года. Статьи Османа публиковались в газетах The Guardian, The Independent и The Observer. В 2010 году стал участником благотворительного проекта Тима Кринга «Conspiracy For Good».
Младший брат Османа Ричард — креативный директор телекомпании Endemol UK и ведущий телешоу «Pointless» на телеканалах BBC.

## Дискография

### Suede
- Suede (1993)
- Dog Man Star (1994)
- Coming Up (1996)
- Head Music (1999)
- A New Morning (2002)
- Bloodsports (2013)
- Night Thoughts (2016)